# Ananteris kuryi
Espèce
Ananteris kuryi est une espèce de scorpions de la famille des Ananteridae.

## Distribution
Cette espèce est endémique de l'État de Bahia au Brésil. Elle se rencontre vers Porto Seguro.

## Description
La femelle holotype mesure 19,9 mm.

## Systématique et taxinomie
Cette espèce a été décrite par Giupponi, Vasconcelos et Lourenço en 2009.

## Étymologie
Cette espèce est nommée en l'honneur d'Adriano Brilhante Kury.

## Publication originale
- Giupponi, Vasconcelos & Lourenço, 2009 : « The genus Ananteris Thorell, 1891 (Scorpiones, Buthidae) in southeast Brazil, with the description of three new species. » ZooKeys, no 13, p. 29-41 (texte intégral).